# غلامرضا مغیسه
غلامرضا مغیثه (زاده ۱۳۳۷) قاضی سابق، استاد درس خارج فقه و اصول حوزه علمیه خراسان و امام جمعه فعلی سبزوار است که با کسب ۵۸۰۳۵۲ رای به‌عنوان نماینده استان خراسان رضوی در ششمین دوره مجلس خبرگان رهبری انتخاب شد.

## سابقه تحصیلی
ورود به حوزه علمیه گرگان در سال 1350، و ادامه تحصیلات حوزوی در شهر مقدس قم از سال 1355. تحصیل سطح عالی حوزه در دروس اساتید برجسته مرحوم آیت الله ستوده، ومرحوم آیت الله فاضل لنکرانی و مرحوم آیت الله سیدابوالفضل موسوی تبریزی. همچنین شرکت در دروس خارج فقه و اصولِ اساتید بزرگوار آیات عظام مرحوم شیخ جواد تبریزی حدود 15سال وایت لله وحید خراسانی 2 سال؛ دروس فلسفه در محضر اساتید دکتر احمد بهشتی، منظومه حاج ملا هادی سبزواری و آیت‌الله جوادی آملی و آیت‌الله حسن‌زاده آملی اسفار ملاصدرا؛ و درس تفسیر مرحوم آیت‌الله مشکینی. قبل از انقلاب و مباحث روز وپاسخ به شبهات در محضر آیت الله مکارم

## سابقه تدریس
با بیش از 40 سال تدریس دروس حوزوی از ادبیات تا خارج فقه و اصول در حوزه علمیه قم. وفعلا تدریس خارج فقه و اصول در حوزه علمیه سبزوار

## سابقه پژوهشی

### کتب
1) ولایت در کتاب و سنت        2) رجعت از نگاه عقل و دین

### مقالات
1) «رابطه جبریل و پیامبر (ص) در نقد دکتر سروش»؛
2) «اضطرار»؛
3) «ماهیة الحق و اقسامه از منظر امام خمینی(ره)».

### راهنمایی و مشاوره پایان‌نامه
‌راهنمایی و مشاوره ده‌ها پایان‌ و رساله‌ سطح 3 و 4 حوزه علمیه.

## سابقه اجرایی
قاضی در دستگاه قضایی جمهوری اسلامی در سال‌های 1360 الی 1362.

## سوابق فرهنگی
1. تبلیغ در ایام محرم و ماه رمضان از47 سال پیش؛
2. روحانی کاروان در بعثه مقام معظم رهبری در حج به مدت 20 سال؛
3. همکاری با بعثه مقام معظم رهبری در حج در آموزش و تربیت روحانیون کاروان
4- امامت جمعه سبزوار از سال 95
5- شرکت در دو مرحله انتخابات میان دوره ای خبرگان رهبری از خراسان رضوی
6-عضو مجمع عمومی جامعه مدرسین حوزه علمیه قم